# Nagybecskerek
Nagybecskerek (szerbül Зрењанин / Zrenjanin, korábban Велики Бечкерек / Veliki Bečkerek, németül Großbetschkerek, románul Becicherecul Mare, szlovákul Zreňanin) Szerbia egyik legnagyobb városa, Vajdaság – Újvidék és Szabadka után – harmadik legnagyobb városa, szerbiai Bánság legnagyobb városa, a Közép-bánsági körzet székhelye s jelentős ipari s kulturális központ.  A Béga folyó partján fekszik, s a városközpont, valamint az egykori becskereki vár helye a négy műtó, régen a folyó része, mellett található. Régen Torontál vármegye székhelye volt. Hivatalos használatban lévő nyelvek a szerb, a magyar, a román s a szlovák.

## Neve

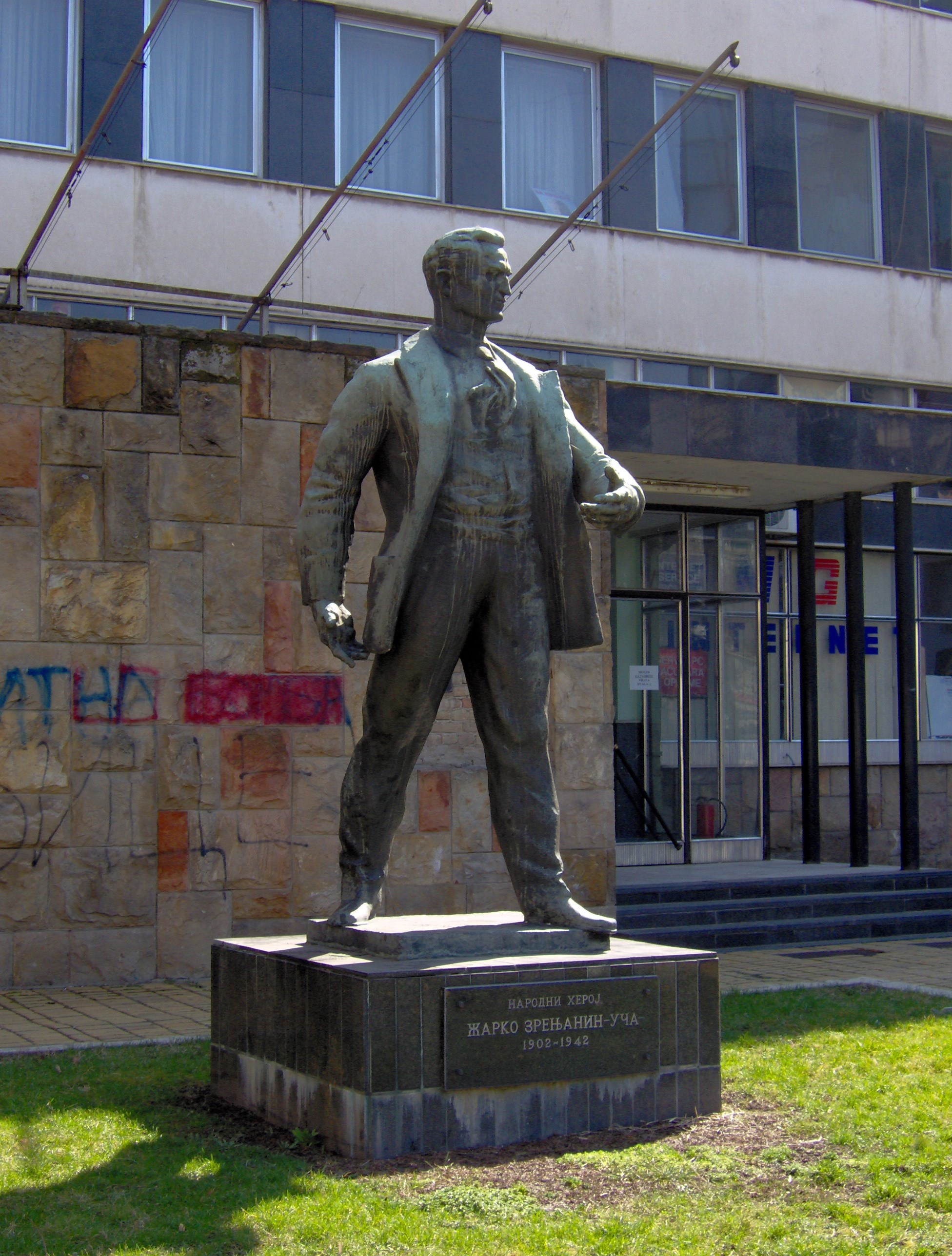
Žarko Zrenjanin szobra

A város a 14. századtól 1935-ig (majd 1941-től 1944-ig) az eredeti nevét – Becskerek – viselte, különböző változatokban: Bechereky, Becsekereke, Becskerek, Großbetschkerek, Veliki Bečkerek.
A város hivatalos szerb elnevezése 1935-től 1941-ig, majd pedig 1944-től 1946-ig Petrovgradra változott, a szerb Karađorđević Péter király (1903–1921), illetve unokája – az akkor még kiskorú – II. Karađorđević Péter tiszteletére.
Mai szerb nevét Žarko Zrenjanin bánsági partizánhősről kapta, aki a II. világháború ideje alatt a vajdasági kommunisták és partizán harcosok vezetője volt.

## A község települései
A nagybecskereki községnek 2002-ben 132 051 lakosa volt. A községet Nagybecskereken kívül még 21 falu alkotja (zárójelben a szerb és egyéb név szerepel):
- Aradi (Aradac, szlovákul Aradáč)
- Bégafő (Klek, németül Klek)
- Bótos (Botoš, németül Botosch)
- Csenta (Čenta, németül Tschenta)
- Écska (Ečka, németül Deutsche-Etschka vagy Romanisch-Etschka)
- Elemér (Elemir, németül Deutsch-Elemer vagy Serbisch-Elemer)
- Ernőháza (Banatski Despotovac, németül Ernesthausen)
- Farkasd (Farkašdin)
- Jankahíd (Jankov Most, románul Iancaid)
- Lázárföld (Lazarevo, németül Lazarfeld)
- Lukácsfalva (Lukino Selo, németül Lukasdorf)
- Magyarszentmihály (Mihajlovo, németül Michajlowo)
- Melence (Melenci, németül Melenze)
- Nagyerzsébetlak (Belo Blato, németül Elisenheim)
- Óécska (Stajićevo, németül Alt-Etschka)
- Orlód (Orlovat, németül Orlowat)
- Perlasz (Perlez, németül Perlas)
- Rezsőháza (Knićanin, németül Rudolfsgnad)
- Tamáslaka (Tomaševac, németül Tomaschewatz)
- Tiszatarrós (Taraš)
- Zsigmondfalva (Lukićevo, németül Sigmundsfeld)

## Történelme

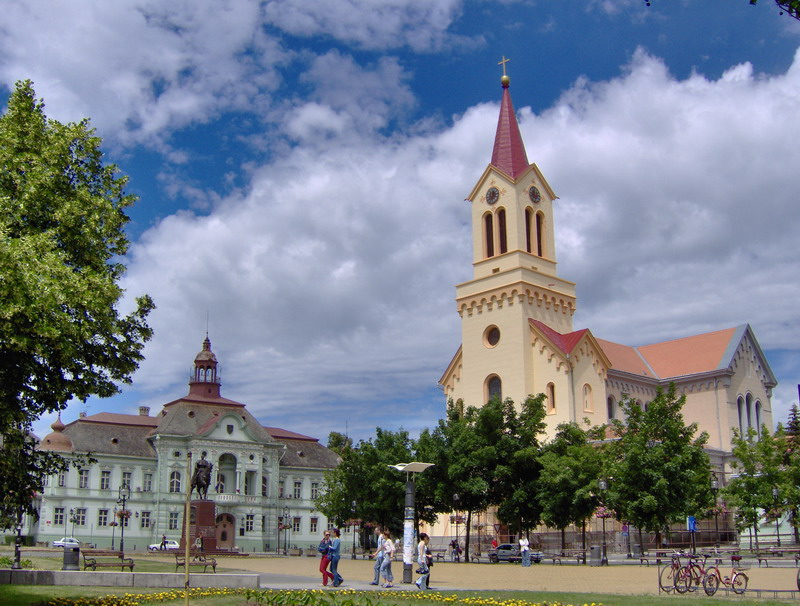
A szabadság tér

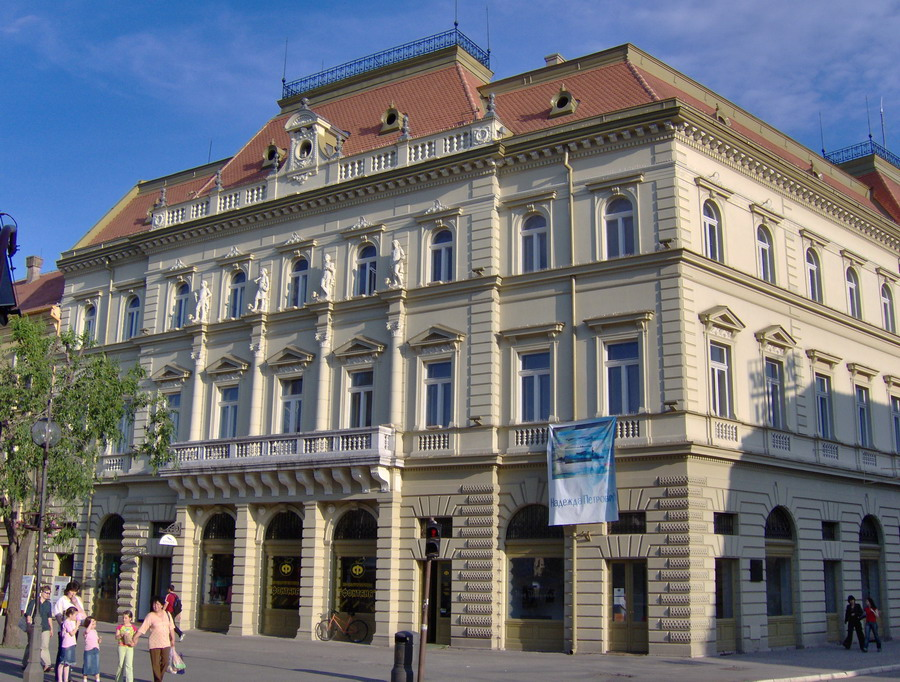
A nemzeti múzeum

Nagybecskereket valószínűleg a 14. században alapították, legelőször egy 1326-os dokumentumban említik.
A 15. század elejétől kezdve többnyire a szerb uralkodók (despoták) hűbérbirtoka volt. 1422-ben mezővárosként említi egy oklevél. A 16. század első évtizedeiben épülhetett kis palánkvára. A település 1551. szeptember 25-én került török kézre. A török uralom alatt Szokoli Mehmed pasa nagyvezír magánbirtoka (mulk), majd kegyes alapítványa (vakuf) volt. A település a 18. század elejétől minden kétséget kizáróan többségben szerbek által volt lakott.
A törökellenes felszabadító háborúk során Nagybecskerek többször is gazdát cserélt, és csak 1716 augusztusában szabadult fel végérvényesen a török uralom alól. A háborúk alatt lakossága jelentősen megfogyatkozott, ezzel egy időre korábbi jelentőségét is elvesztette. A Habsburg Birodalom 1735 és 1738 között kísérletet tett a spanyol örökösödési háború menekültjeinek letelepítésére a visszafoglalt Temesi Bánságban: Nagybecskerek mai Dolja városrészének helyén kezdték el felépíteni Új-Barcelonát (Nova Barcelona), ez azonban kudarcba fulladt. A Habsburg fennhatósága alatt Nagybecskerek a Temesi Bánság koronatartomány egyik kerületének a székhelye lett. 1769. június 6-án Mária Terézia királynő mezővárosi kiváltságokat adományozott Nagybecskereknek.
A város lakossága a 18. század vége felé legnagyobb mértékben szerbekből és németekből állt. 1773-ban a lakosság összesen 721 házban élt, ebből 625 házban ortodoxok és 96 házban pedig római katolikusok laktak.
A Temesi Bánság koronatartomány megszüntetése, és területének a Magyar Királysághoz csatolása után Nagybecskerek Torontál vármegye székhelye lett. 1807. augusztus 30-án tűzvész pusztította el a várost, megakasztva egy időre a fejlődését. A tűzvész után egy évtizedre a megye székhelye átkerült Nagyszentmiklósra, amíg 1816-ban fel nem épült az új vármegyeháza. A reformkorban Nagybecskerek 1839-ben kőszínházat, 1846-ban pedig gimnáziumot kapott. Az 1848-as forradalom idején 1849. január derekáig Nagybecskereken volt a bánsági hadtest főhadiszállása. A honvédség visszavonulása után, 1849. január–április folyamán itt volt a délvidéki szerbek vezetőjének, Joszif Rajacsics karlócai ortodox metropolitának és kormányának a székhelye.
1849–1860 között Nagybecskerek a Szerb Vajdaság és Temesi Bánság nevű tartomány egyik kerületének volt a központja. A tartomány megszűnése után ismét a Magyar Királyság része és Torontál vármegye székhelye lett. Az 1867-es kiegyezést követően, az Osztrák–Magyar Monarchia idején Nagybecskerek addig nem tapasztalt fejlődést ért meg: gyárak és üzleti vállalkozások, gazdasági, közhasznú és művelődési egyesületek alakultak. A város 1883-ban vasúti összeköttetést, 1892-ben telefont, 1896-ban villanyvilágítást kapott. Több jelentős új középület készült el ekkoriban a város központjában: a római katolikus plébániatemplom (1868), a színház (1884), a vármegyeház (a mai városháza) (1888), a református templom (1891), a Pénzügyi Palota (a mai múzeum) (1894) és a bíróság (1908).

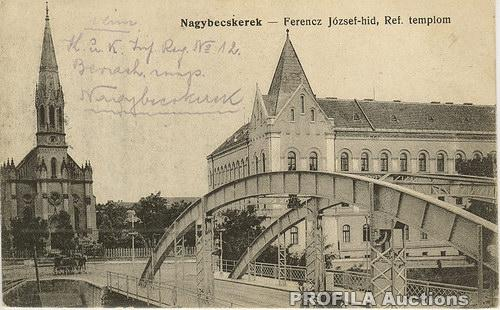
A Kis-híd, a bíróság és a református templom egy régi képeslapon

Az 1910-es népszámlálás szerint Nagybecskereknek 26 006 lakosa volt, ebből 9148 magyar, 8934 szerb, 6811 német, 456 szlovák és 339 román nemzetiségű volt.
Az első világháború után Nagybecskerek a Szerb–Horvát–Szlovén Királysághoz (1929-től Jugoszlávia) került. 1918–1929- között a királyság fővárosával azonos megyében volt, majd 1929–1941 között a Dunai Bánság részét alkotta. 1941–1944 között német megszállás alatt állt, az Autonóm Bánság része volt.
1945-től a szocialista Jugoszlávia, azon belül a Vajdaság Autonóm Tartomány városa. Ez a periódus a város rohamos gazdasági fejlődését hozta. Mindenekelőtt az élelmiszeripar területén, de néhány jelentős vegyipari, fémipari és textilipari létesítmény is működött a városban. A város lakossága ebben az időszakban a következőképpen alakult:
Jugoszlávia széthullása után Nagybecskerek 1992 és 2003 között először a Jugoszláv Szövetségi Köztársaság, majd 2003–2006 között fennálló Szerbia és Montenegró államszövetség része volt. 2006-ban ez az államszövetség is felbomlott. Nagybecskerek azóta a független Szerbiához tartozik. A délszláv háborúk érzékenyen érintették a nagybecskereki gazdaságot: a város egyik súlyos problémája a magas munkanélküliség.

## Demográfia

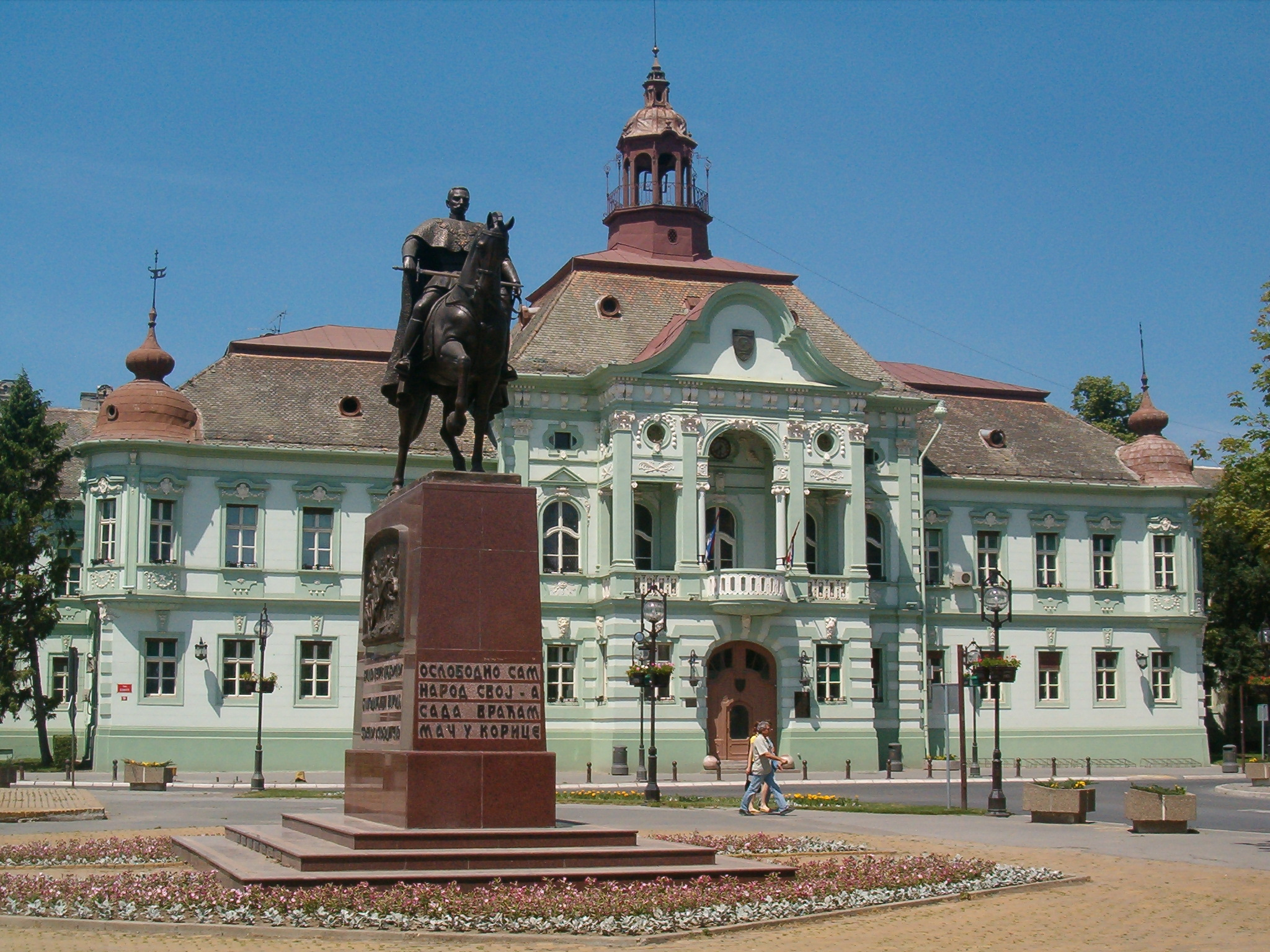
A nagybecskereki városháza, előtte I. Péter jugoszláv király szobra. E helyen az első világháború végéig Kiss Ernő honvéd tábornok szobra állt

- 1948: 33 775 fő
- 1953: 38 715
- 1961: 49 020
- 1971: 71 424
- 1981: 81 270
- 1991: 81 316
- 2002: 79 773
- 2011: 76 511

### Vallás

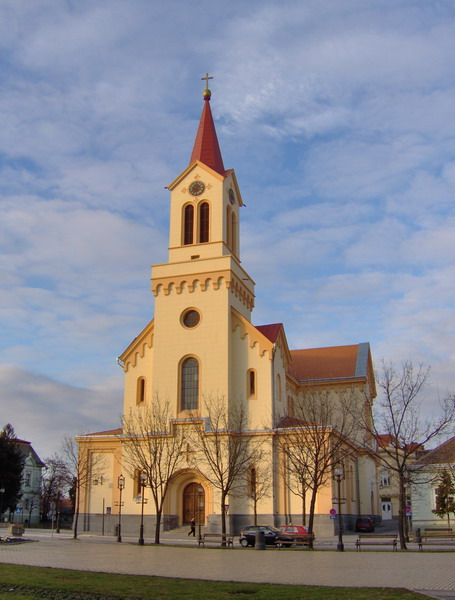
A nagybecskereki székesegyház

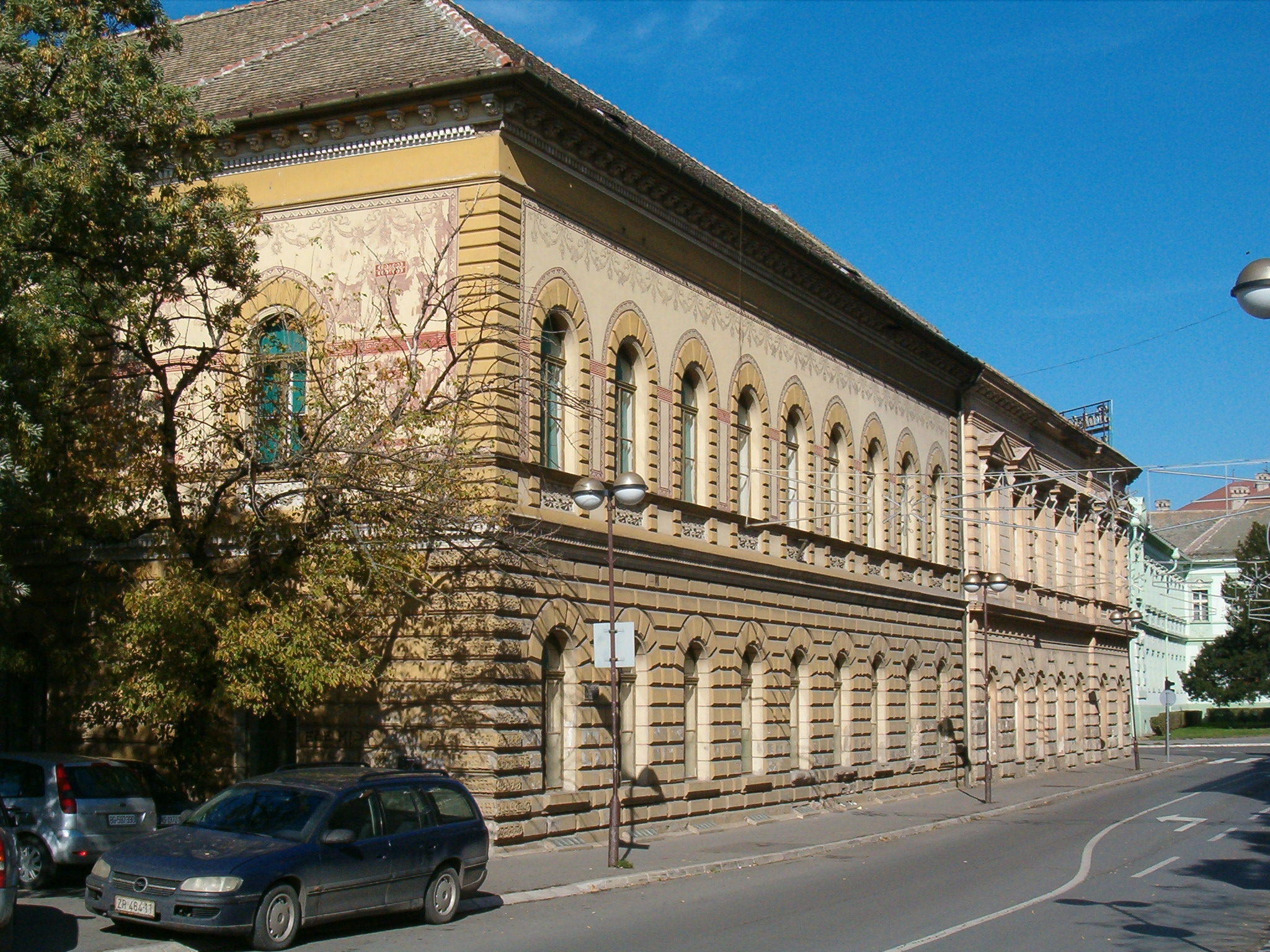
A kereskedelmi akadémia épületét sgraffito díszíti

Nagybecskerek magyar lakosságának túlnyomó többsége katolikus, a város egyben a Nagybecskereki egyházmegye székhelye is.
Reformátusok is élnek a vidéken, s a gyülekezetnek van is egy impozáns műemlék temploma a városban, a Béga folyó partján. A szerbek és a románok rendszerint a szerb ortodox egyház illetve a román ortodox egyház tagjai.
A bánsági szlovákok többnyire az Evangélikus Egyházhoz tartoznak.

#### Nagybecskereki katolikus püspökök
1. msgr. Jung Tamás (1911. december 10. – 1992. december 5.), apostoli kormányzó (1972–1988)
2. msgr. Huzsvár László (1931. február 21. – 2016. december 10.), megyés püspök (1988–2008)
3. Dr. Német László (1956. szeptember 7. –) megyés püspök (2008-2022)
4. msgr Mirko Štefković, hivatalban 2024. június 1-től

## Nevezetességek
- A Nepomuki Szent János római katolikus székesegyház, amely 1864–1868 közt épült
- A városháza, amelyet 1820-ban készítettek el, majd 1886–1888 között bővítettek ki a mai formájára, Lechner Ödön és Pártos Gyula tervei alapján
- A Múzeum épülete, amely eredetileg pénzintézeti székház volt. 1894-ben épült fel, Kiss István tervei alapján.
- A Kis-híd, amelyet 1904-ben építettek, a város legöregebb hídja

## Híres emberek

### Itt született
- Mándy Károly (1817-1871) magyar és amerikai szabadságharcos
- Lázár Vilmos (1817-1849) honvédezredes, aradi vértanú
- Dr. Kemény Ferenc (1860-1944) a magyar olimpiai mozgalom szülőatyja, a NOB alapító tagja
- Đorđe Radić (1839–1922) szerb közgazdász
- Vitéz Rátz Jenő (1882–1949) honvédelmi miniszter
- Antalffy-Zsiross Dezső (1885-1945) orgonaművész, zeneszerző, karmester
- Mezey Zsigmond (1885-1944) zeneszerző, zeneesztéta, zenekritikus, műfordító
- Kende Géza (1889-1952) festőművész, képzőművész.
- Pintér József / Joe Penner komikus (1901-1941)
- Sántha Kálmán (1903–1956) Kossuth-díjas magyar orvos, egyetemi tanár, az MTA rendes tagja
- Farkas Vince (1919–2007), a Magyar Hajózástörténeti Múzeum megalapítója
- Máthé Éva (1924–2004) Jászai Mari-díjas magyar színésznő, érdemes művész, a Miskolci Nemzeti Színház Örökös Tagja
- Ivan Ivanji (1929– ) jugoszláv író, diplomata, Josip Broz Tito fordítója
- Petrovics Emil (1930-2011) zeneszerző
- Tietze Jenő (1938–) kanonok, apostoli protonotárius, a jeruzsálemi templomos lovagrend lovagja és commendatora[3]
- Várady Tibor (1939–) jogászprofesszor, egykori jugoszláv igazságügyi miniszter
- Palatinus Aranka (1951–) magyar író, művész, újságíró
- Uglješa Šajtinac (1971–) szerb író és drámaíró
- Slobodan Nikić (1983–) sikeres szerb vízilabdázó
- Szalma József (1948–) jogászprofesszor, a Vajdasági Tudományos és Művészeti Akadémia tagja, az MTA doktora
- Sziveri János (1954–1990) magyar költő, színész és író
- Szűts Zoltán (1976–) médiakutató, egyetemi oktató
- Venczel Valentin (1952–) Aase-díjas színész, rendező, színigazgató

### Itt tanult
- Fülep Lajos (1885-1970) művészetfilozófus

### Itt tevékenykedett
- Lauka Gusztáv (1818–1902) író, humorista
- Klein Mór (1842-1915) rabbi, zsidó hittudós
- Kovács László (1966) író, költő

## Testvérvárosai
- Arad, Románia

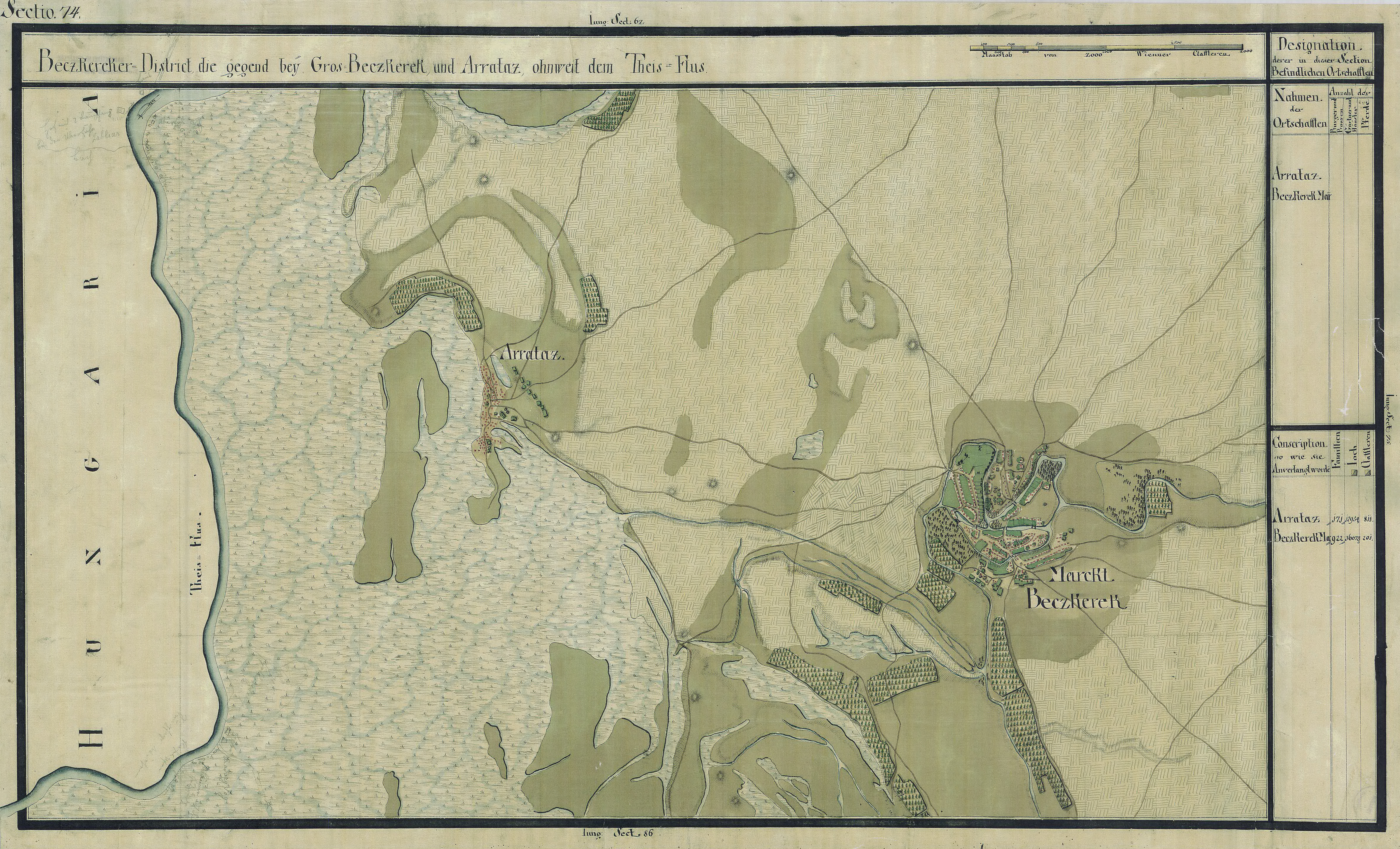
Nagybecskerek egy régi térképen

- Békéscsaba, Magyarország
- Temesvár, Románia